# 443 a.C.

## Eventos
- Marco Genúcio Augurino e Caio Cúrcio Medulino, cônsules romanos.[1][2]
- Marco Gegânio Macerino, pela segunda vez, e Tito Quíncio Capitolino Barbato, pela quinta vez, cônsules romanos.[3][Nota 1]